# نورمان موراي
نورمان موراي (بالإنجليزية: Norman Murray)‏ (2 نوفمبر 1908 في أستراليا - 21 أغسطس 1967 بسيدني في أستراليا) هو لاعب كريكت أسترالي. لعب مع فريق تسمانيا للكريكت.

## وصلات خارجية
- نورمان موراي على موقع إي آس بي آن كريك إنفو (الإنجليزية)